# 広弓類
広弓類 (こうきゅうるい、学名：Euryapsida) は竜弓類の多系統群（実際には近縁ではない複数の系統がまとめられたグループ）であり、眼窩の後に後眼窩骨と鱗状骨によって下縁が構成される側頭窓を1対持つことで特徴づけられる。同様に眼窩の後に1対の側頭窓を持つ単弓類とは側頭窓の位置によって区別される。単弓類においては側頭窓は後眼窩骨-鱗状骨結合部の下部に位置するのに対し、広弓類の側頭窓は前述のように後眼窩骨-鱗状骨結合の上部にある。

## 名称
Euryapsidaという名称は、ギリシャ語の εὐρύς（eurús：広い）と ἁψίς (apsis：アーチ・弧状のもの）から作られた。側頭窓が頭頂側に位置するため、このグループでは側頭窓の下縁部を形成する骨の架橋部（この部分を弓と呼ぶ）が広くなる。1945年にエドウィン・ハリス・コルバートによって命名された。

## 古典的分類
かつては爬虫類の分類においては側頭窓の数と位置が重要視され、(1).側頭窓を持たない無弓類・(2).後眼窩骨-鱗状骨結合の腹側に1対の側頭窓を持つ単弓類・(3).後眼窩骨-鱗状骨結合の背側に1対の側頭窓を持つ広弓類・(4).後眼窩骨-鱗状骨結合の背側と腹側の両方に2対の側頭窓（上側頭窓、下側頭窓と呼ぶ）を持つ双弓類、の4グループをそれぞれ亜綱階級分類群として、無弓亜綱・単弓亜綱・広弓亜綱・双弓亜綱の4亜綱を置いていた。
しかしながらこの観点による分類は、側頭窓を持たないことは基盤的形質であり共有派生形質ではないこと、側頭窓を持たないため無弓類に分類されていたカメ類は実は側頭窓が消失した双弓類であることが判明するなど、必ずしも系統を正しく反映していないと考えられるようになり、現在では大多数からの支持を失っている。
広弓類についても、早くも1902年にオットー・イェーケルによって少なくとも鰭竜類について双弓類とする可能性についての議論がもたらされており、1967年にはEmil Kuhn-Schnyderらにより広弓類とされてきたグループは双弓類内の多系統群にすぎないということが示され、現在では一般に広弓類（特に鰭竜類）は実際には下側頭窓を失った双弓類であると信じられている。広弓類自体の起源は不明とされ、双弓亜綱の1下綱に位置付けることもある。
広弓類の系統は通常全て絶滅したと考えられているが、カメが鰭竜類の系統の生き残りかもしれないという説がある（ただし他の研究者の賛同は得られていない）。
Euryapsida 命名以前にも、19世紀には魚竜類と鰭竜類を含むタクソン名として、Enaliosauria（Parkinson が1822 年に命名）や Halisauria（Haeckelが1895年に著書の中で使用）などの語が提唱されていた。

### 側弓類
魚竜類は鰭竜類などと同じく眼窩後方の高い位置に側頭窓を持つので、古典的分類においては鰭竜類と共に広弓亜綱に分類されることが多かった。しかし魚竜類の頭骨は時に、完全な広弓類型の頭骨とは異なる構成を持つ。魚竜においては側頭窓は主に後前頭骨 (postfrontal) と頭頂骨 (parietal) と上側頭骨 (supratemporal) によって取り囲まれ、後眼窩骨 (postorbital) と前頭骨 (frontal) がそこに加わることはあるが鱗状骨 (squamosal) は側頭窓の下縁の一部となる事はない。1917年サミュエル・ウェンデル・ウィリストンはこのような頭骨を持つ群に対して parapsid（側弓類または側弓亜綱と訳される）という語を与え、フリードリヒ・フォン・ヒューネは1943年に同様の頭骨構成を metapsid と呼んだ。

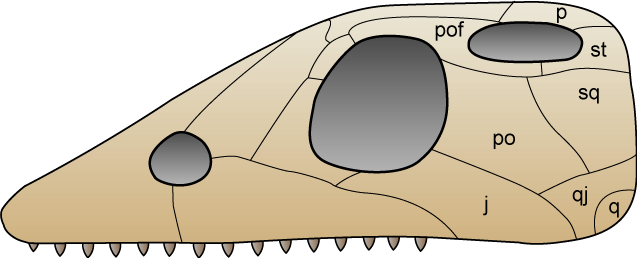
側弓類頭骨
p：頭頂骨 (parietal)
po：後眼窩骨 (postorbital)
pof：後前頭骨 (postfrontal)
st：上側頭骨(supratemporal)
sq：鱗状骨 (squamosal)